# Babylonokia

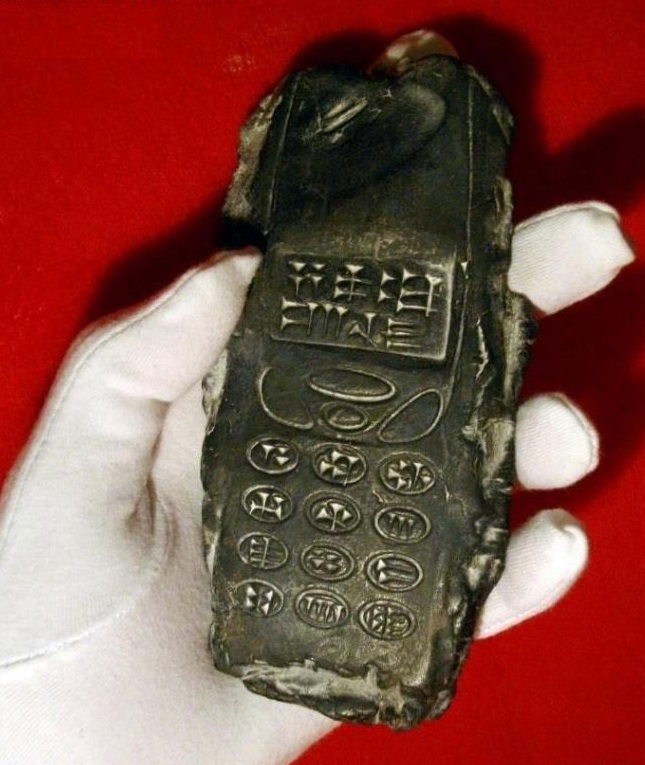
Babylonokia

Babylonokia (noto anche come Babylon-Nokia, Alien-Mobile e Cuneiform Mobile Phone) è un'opera d'arte del 2012 realizzata da Karl Weingärtner. Si tratta di una tavoletta di argilla modellata nella forma di un telefono cellulare, con i tasti e lo schermo che presentano scritture cuneiformi.
Weingärtner ha realizzato l'opera per rappresentare l'evoluzione del trasferimento delle informazioni dal mondo antico al presente. In seguito gli scienziati di confine e i sostenitori della pseudoarcheologia  hanno erroneamente interpretato una fotografia dell'opera come un ritrovamento archeologico di 800 anni; questa credenza è stata resa popolare da un video sul canale YouTube "Paranormal Crucible", portando l'opera a essere riportata da alcune fonti giornalistiche come un mistero.

## Opera
Weingärtner ha ideato la tavoletta di argilla in forma di telefono con segni cuneiformi in risposta a una mostra presso il Museo della Comunicazione di Berlino dal titolo "Dal Cuneiforme all'SMS: Comunicazione Ieri e Oggi", con l'aggiunta della considerazione sugli impatti globali negativi della tecnologia dell'informazione. La scrittura cuneiforme segna l'inizio delle fonti scritte.
La circostanza che si tratti di una replica in argilla di ciò che sembra essere un telefono cellulare Ericsson S868, un modello degli anni '90, non aveva rilevanza per l'artista, il quale lo impiegava come simbolo rappresentativo dei dispositivi mobili in generale.
L'opera è singolare e conservata personalmente dall'artista in un deposito appositamente dedicato, ed è disponibile su richiesta ad essere prestata a musei ed esposizioni. Realizzata in argilla, ha un peso di 91 grammi e dimensioni di circa 13,5 per 6,5 per 0,8 centimetri.

## Travisamento
Weingärtner ha condiviso una foto della sua opera su Facebook durante una vendita delle sue opere, e un utente di Facebook ha coniato il termine "BabyloNokia". Dopo tre anni l'immagine è stata caricata sul sito web The Conspiracy Club con il titolo "Rinvenuto un telefono cellulare di 800 anni in Austria? Guardate qui.". Successivamente, The Express ha riutilizzato la foto di Weingärtner senza attribuzione, sostenendo che l'oggetto fosse stato datato al XXIII secolo a.C.
Esprimendo la sua opinione sull'utilizzo dell'immagine da parte di siti web di confine e da parte dei media, Weingärtner ha affermato: "La foto è stata impiegata senza che io ne fossi a conoscenza e senza il mio consenso. [...] Non rispecchia ciò che desideravo. Non credo agli UFO e non credo agli alieni."